# Harry R. Truman
Pour les articles homonymes, voir Truman.
Cet article concerne la vicitme de l'éruption du mont Saint Helens en 1980. Pour le président des États-Unis, voir Harry S. Truman.
Harry R. Truman est un Américain né le 30 octobre 1896 à Ivydale en Virginie-Occidentale et mort le 18 mai 1980 lors de l'éruption du mont Saint Helens en 1980 dans l'État de Washington.
Résident près du mont Saint Helens, il est le propriétaire et le gardien de la Mount St. Helens Lodge — un gîte situé dans la nature — près du lac Spirit au pied de la montagne. Il est devenu célèbre dans les mois qui précèdent l'éruption du volcan après avoir refusé de quitter son domicile malgré les ordres d'évacuation, cela attirant à l'époque l'admiration ou le manque de compréhension de certains. Ses amis et sa famille le décrivaient comme un original et quelqu'un de têtu. Truman aurait été tué par une nuée ardente qui a détruit son gîte et enseveli le site sous 46 mètres de débris volcaniques.
Après la mort de Truman, sa famille et ses amis ont réfléchi à son amour pour la montagne. En 1981, Art Carney a interprété Truman dans le docudrame St. Helens (en) (1981). Truman est aussi commémoré dans un livre de sa nièce et de nombreuses pièces musicales, notamment des chansons de Headgear (en) et de Billy Jonas (en).

## Biographie

### Vie
Truman est né de parents forestiers en Virginie-Occidentale en octobre 1896. Il ne connait pas sa date de naissance exacte, bien qu'il ait indiqué le 30 octobre 1896. Certaines sources non contemporaines lui donnent comme deuxième prénom Randall,, mais Truman déclare lui-même qu'il ne connait pas son deuxième prénom et seulement l'initiale « R »,.
La famille de Truman s'est installée dans l'ouest de l'État de Washington, attirée par la promesse de terrains bon marché et du succès de l'industrie du bois dans le Nord-Ouest Pacifique. Les Truman s'installent sur 65 hectares de terres agricoles dans la partie est du comté de Lewis, dans l'État de Washington. Il fréquente le lycée de la ville de Mossyrock, puis s'enrôle dans l'armée américaine en tant que soldat en août 1917.

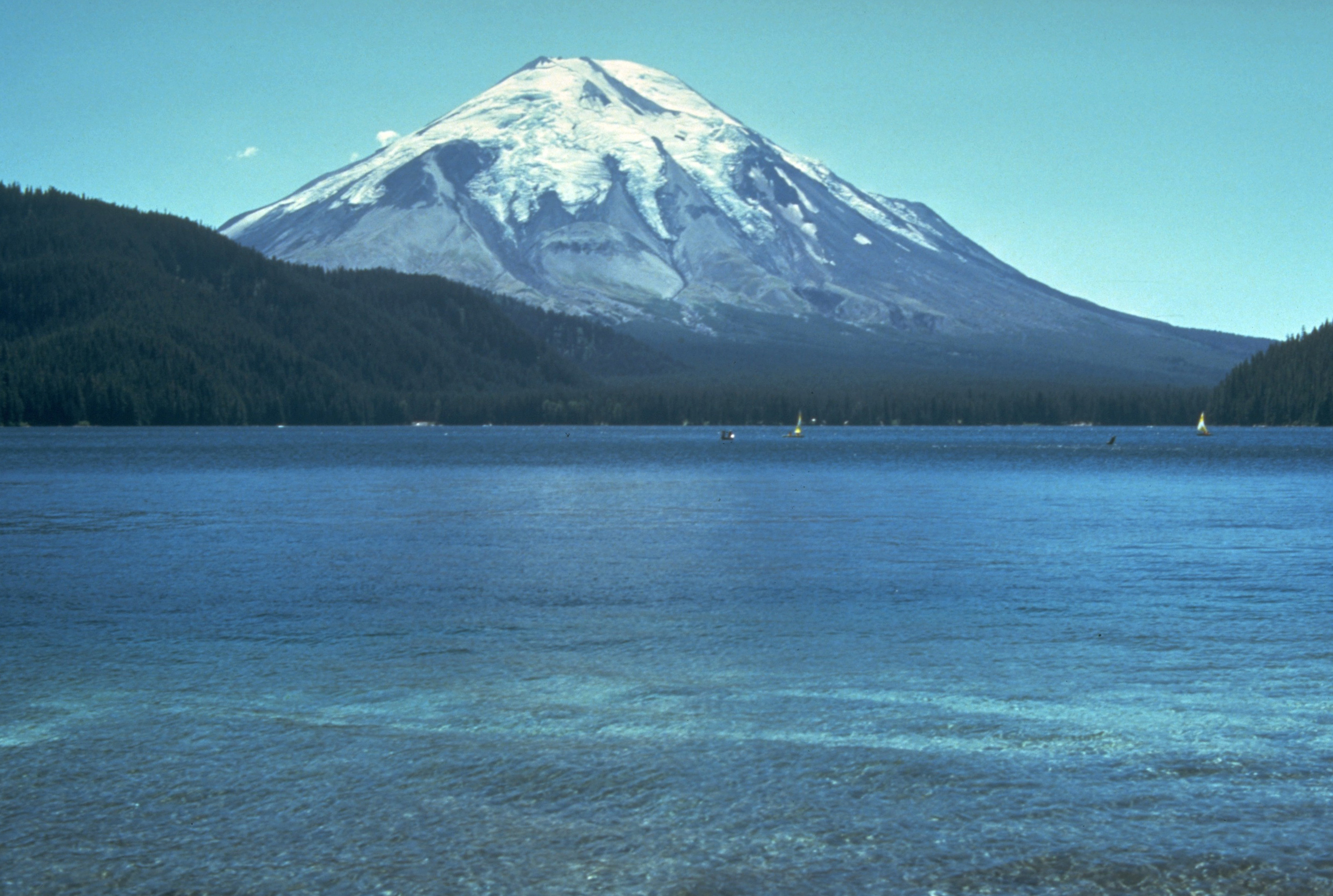
Le mont Saint Helens et le lac Spirit avant l'éruption de 1980.

Il est affecté au 100th Aero Squadron (en) et suit une formation d'aéromécanique. Il sert en France pendant la Première Guerre mondiale. Au cours de son service, il est blessé en raison de sa nature « audacieuse et indépendante ». En route vers l'Europe, son navire de troupes, le Tuscania, est coulé par un sous-marin allemand lors d'une attaque à la torpille au large des côtes de l'Irlande. Il est libéré de ses obligations en juin 1919 et il commence dans la prospection minière, mais ne réussit pas à atteindre son objectif de devenir riche.
Il devient plus tard contrebandier, faisant passer de l'alcool de San Francisco à Washington pendant la Prohibition. Il retourne un temps à Chehalis dans l'État de Washington, où il dirige une station-service appelée Harry's Sudden Service. Il épouse la fille d'un propriétaire de scierie avec laquelle il a une fille.
Truman se lasse de la civilisation après quelques années et loue à la Northern Pacific Railway 20 hectares de terres surplombant le lac Spirit dans la nature sauvage près du mont Saint Helens. Il s'installe au pied de la montagne et ouvre une station-service et une épicerie. Par la suite, il ouvre le gîte Mount St. Helens Lodge, à proximité de l'exutoire du lac. Il exploite ce commerce pendant 52 années,.
Dans les années 1930, Truman divorce de son épouse et se remarie en 1935. Son second mariage est cependant bref à cause de son comportement. Il commence à fréquenter une autre fille de la région, et épouse finalement la sœur de celle-ci, Edna, qu'il appelait Eddie. Ils restent mariés, exploitant ensemble le Mount St. Helens Lodge jusqu'à la mort d'Edna d'une crise cardiaque en 1978.
Dans la région du mont Saint Helens, Truman est devenu notoire pour ses singeries, saoûlant par exemple un garde forestier pour pouvoir brûler un tas de broussailles ou refusant d'appliquer le bon taux d'impôts. Il fait du braconnage, vole du gravier au National Park Service (NPS) et pêche sur des terres amérindiennes avec un faux badge de garde-chasse. Bien qu'ils soient informés de ces faits, les rangers locaux ne parviennent pas à l'attraper en flagrant délit.
Truman est un amateur des cocktails mélangeant whisky et cola. Il possède une Cadillac rose de 1957 et jure fréquemment. Il aime discuter de politique et serait réputé pour détester les républicains, les hippies, les jeunes enfants et surtout les personnes âgées. Une fois, il refuse d'autoriser le juge de la Cour suprême des États-Unis William O. Douglas à rester dans son gîte, le qualifiant de « vieux fou ». Il change d'avis lorsqu'il apprend l'identité de Douglas, le poursuivant pendant un kilomètre et demi pour le convaincre de rester.
À la mort de son épouse Edna en 1978, Truman ferme son gîte et ne loue ensuite qu'une poignée de bateaux et de cabines pendant l'été.

### Célébrité

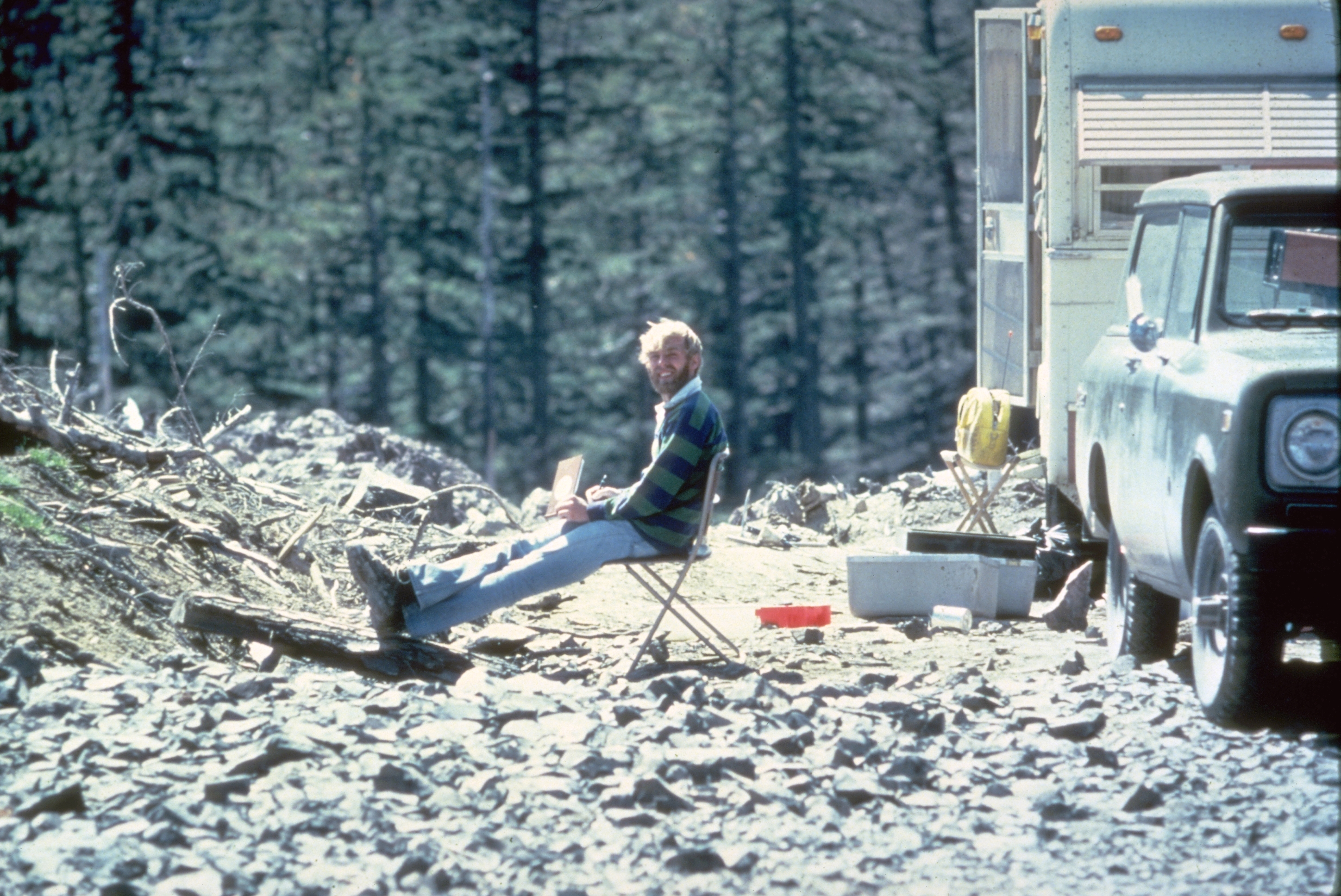
Harry R. Truman et le géologue David A. Johnston (photo), font partie des 57 morts de l'éruption du mont Saint Helens en 1980.

Truman obtient une petite célébrité au cours des deux mois d'activité volcanique précédant l'éruption du mont Saint Helens en 1980, réalisant des entretiens avec des journalistes et exprimant son opinion selon laquelle le danger est exagéré. « Je ne sais pas si ça va exploser […] mais je ne le crois pas au point [de faire] mes bagages ». Truman ne se soucie guère du volcan et de sa situation : « Si la montagne s'en va, je m'en vais avec elle. Cette région est très boisée, le lac Spirit se trouve entre moi et la montagne, et la montagne est à un kilomètre, la montagne ne me fera pas de mal ». Les autorités locales sont particulièrement gênées par son refus d'évacuer parce qu'au-delà de sa propre sécurité, des journalistes continuent à entrer dans la zone malgré l'accès restreint pour l'interviewer, mettant ainsi leur vie en danger. Truman demeure immuable : « Vous ne pouviez pas me sortir avec un troupeau de mulets. Cette montagne est une partie de Truman et Truman est une partie de cette montagne ».
Truman déclare aux journalistes qu'il a déjà ressenti des tremblements de terre précurseurs, alors il a déplacé son matelas directement au sous-sol. Il prétend également porter des éperons dans son lit pour faire face aux tremblements de terre pendant son sommeil. Il se moque de l'inquiétude du public quant à sa sécurité et en réponse aux affirmations des scientifiques sur la menace que représente le volcan, il déclare : « la montagne a [eu sa chance] et [n'a] pas fait mal [à mon habitation], mais ces foutus géologues avec leurs cheveux jusque dans leurs fesses ne [peuvent laisser le vieux Truman tranquille] ».
À la suite de son commentaire provocant, Truman devient une sorte de héros folklorique et fait l'objet de nombreuses chansons et poèmes d'enfants. Un groupe d'enfants de Salem dans l'Oregon, lui envoie des banderoles portant l'inscription « Harry - We Love You » (« Harry : on vous aime »), qui l'émeut tellement qu'il fait un voyage en hélicoptère — payé par National Geographic — pour rendre visite aux enfants le 14 mai. Il reçoit également de nombreuses lettres de fans, notamment plusieurs demandes en mariage. Un groupe d'élèves de Grand Blanc dans le Michigan, écrit des lettres qui le font pleurer. En retour, il leur envoie une lettre et de la cendre volcanique, que les étudiants vendront ensuite pour acheter des fleurs en condoléances à sa famille après l'éruption.
Il provoque une frénésie médiatique, apparaissant à la une du New York Times et du San Francisco Examiner et attirant l'attention de National Geographic, de l'United Press International et de The Today Show de la NBC. De nombreux grands magazines réalisent son profil, notamment le Time, Life, Newsweek, Field & Stream (en) et le Reader's Digest. Un historien du nom de Richard W. Slatta écrit que « son attitude ardente, son discours impétueux, son amour du plein air et son indépendance féroce […] en ont fait un héros populaire que les médias pourraient adorer ». Slatta précise que son « caractère inflexible et réponse aux forces de la nature » est une source de son ascension vers la gloire, et les interviews avec lui ajoutèrent « de la couleur » aux reportages sur les événements du mont Saint Helens. Selon Slatta, Truman est immortalisé « avec bon nombre des qualités embellies du héros occidental » et les médias ont ainsi créé un personnage qui était « d'une certaine manière très différent de son véritable personnage ».

### Mort
Alors que les risques d'éruption augmentent, les responsables de l'État tentent de faire évacuer la zone, à l'exception de quelques scientifiques et agents de sécurité. Le 17 mai, ils tentent donc une dernière fois de persuader Truman de partir, sans succès. Le volcan entre en éruption le lendemain matin et tout son flanc nord s'effondre. Truman, resté seul dans sa lodge avec ses seize chats, est présumé être mort lors de l'éruption du 18 mai. Un grand glissement de terrain et une nuée ardente engloutissent la région du lac Spirit presque simultanément, détruisant le lac et enterrant le site de son gîte sous au moins 46 mètres de débris volcaniques. Les autorités ne retrouvent jamais les restes de Truman et il est présumé mort avec ses chats qu'il considérait comme une famille et mentionnait dans presque toutes les déclarations publiques,.
Les amis de Truman ont l'espoir de sa survie, car il avait prétendu avoir préparé un puits de mine abandonné en nourriture et en alcool en cas d'éruption, mais l'absence de notification de l'éruption l'a peut-être empêché de s'échapper avant que la nuée ardente n'atteigne sa lodge. Sa sœur Géraldine déclare qu'elle a du mal à accepter la réalité de sa mort : « Je ne pense pas qu'il ait réussi [à survivre], mais je pense que s'ils me laissent prendre l'avion et voir par moi-même que la lodge de Harry est partie, alors peut-être […] je le croirais à coup sûr ». La nièce de Truman, Shirley Rosen, ajoute que son oncle pensait qu'il pourrait échapper au volcan mais ne s'attendait pas à une éruption latérale comme il s'est produit. Elle déclare que sa sœur lui a chapardé une bouteille de bourbon pour le persuader d'évacuer, mais il avait trop peur de boire de l'alcool à ce moment-là faute de savoir si les tremblements provenaient de son corps ou des tremblements de terre.
Ses biens sont vendus aux enchères en tant que souvenirs par des admirateurs en septembre 1980.

## Postérité

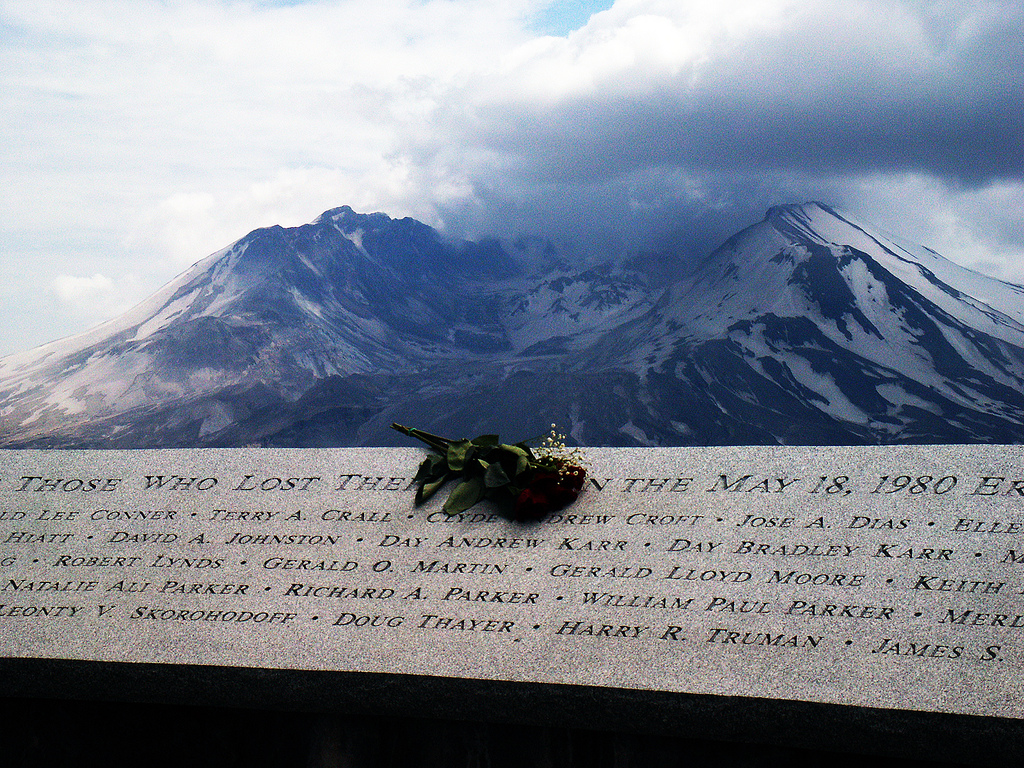
Le nom de Truman sur une plaque commémorative portant le nom des victimes de l'éruption, avec le mont Saint Helens en arrière-plan.

Truman apparaît comme un héros populaire pour sa résistance aux efforts d'évacuation. The Columbian écrit : « Avec son nom à 10 dollars et son attitude inflexible, Truman était un héros folklorique conçu pour les heures de grande écoute ». Ses amis et sa famille commentent eux qu'il est quelqu'un de « très perspicace ». L'ami de Truman, John Garrity, ajoute : « La montagne et le lac étaient sa vie. S'il était parti et ensuite vu ce que la montagne avait fait sur son lac, cela l'aurait tué de toute façon. Il a toujours dit qu'il voulait mourir au lac Spirit. Il est parti comme il le voulait ». La nièce de Truman, Shirley, déclare : « Il avait l'habitude de dire que c'était sa montagne et son lac et que c'étaient ses bras et ses jambes. S'il l'avait vu [après la catastrophe], je ne pense pas qu'il aurait survécu ». Le cousin de Truman, Richard Ice, a également commenté que la courte période de Truman en tant que petite célébrité était « le sommet de sa vie ».
Truman est le sujet des livres Truman of St. Helens: The Man and His Mountain de sa nièce Shirley Rosen et de The Legend of Harry Truman de sa sœur Geri Whiting. Il est joué par son acteur préféré Art Carney dans le docudrame St. Helens (en) (1981),. Des objets souvenirs à son effigie sont vendus dans la zone entourant le mont Saint Helens, notamment des chapeaux, des cartes postales et des affiches. Un restaurant ouvre à Anchorage en Alaska, à son nom. Selon le Washington Star, plus de 100 chansons sont composées en l'honneur de Truman en 1981, en plus d'un album commémoratif intitulé The Musical Legend Of Harry Truman — A Very Special Collection Of Mount St. Helens' Volcano Songs. Il est le sujet de la chanson de Harry Truman (2007) écrite et enregistrée par le groupe irlandais Headgear (en),. Lula Belle Garland écrit The Legend of Harry And The Mountain (1980), plus tard enregistrée par le Ron Shaw & The Desert Wind Band. Les musiciens Ron Allen et Steve Asplund écrivent une chanson country intitulée Harry Truman, Your Spirit Still Lives On (1980). Billy Jonas (en) inclus également le récit de Truman dans sa chanson Old St. Helen (1993).
Le Truman Trail et le Harry's Ridge, dans la région du mont Saint Helens, portent son nom,. Le Harry R. Truman Memorial Park est nommé en son honneur à Castle Rock dans l'État de Washington, bien qu'il ait été renommé plus tard en Castle Rock Lions Club Volunteer Park.